# Taijiro Kurita
Taijiro Kurita (født 3. marts 1975) er en tidligere japansk fodboldspiller.
Han har spillet for flere forskellige klubber i sin karriere, herunder Kashima Antlers og Mito HollyHock.